# Napad na Bank Polski w Częstochowie

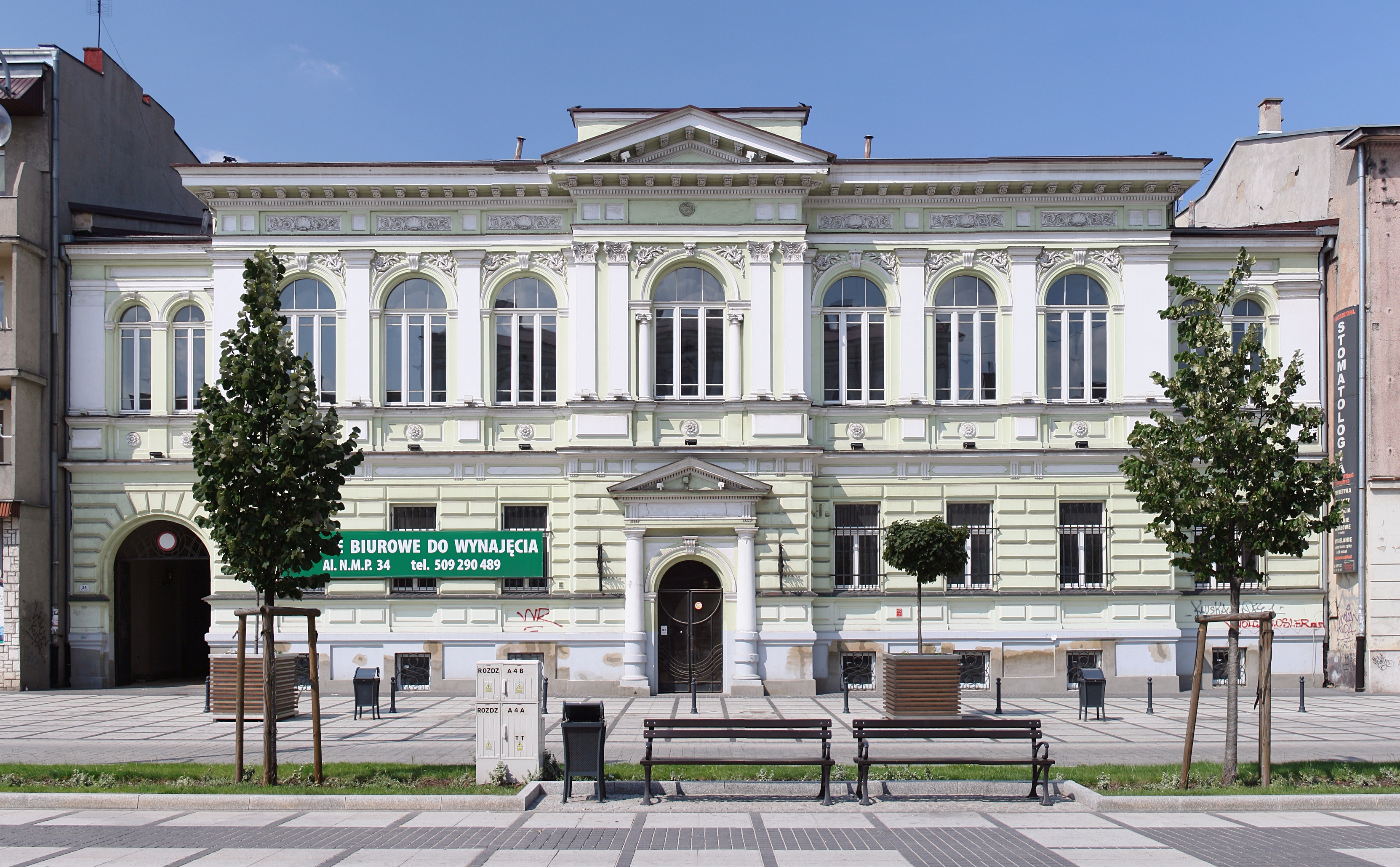
Kamienica Banku Polskiego w Częstochowie

Napad na Bank Polski w Częstochowie – udaremniony przez Policję Państwową napad na placówkę Banku Polskiego w II Alei 34 w Częstochowie.
Pierwsza próba napadu odbyła się w grudniu 1929 roku, jednak plany włamywaczy pod wodzą doświadczonego kasiarza Stanisława Cichockiego pokrzyżował niespodziewanie syn nocnego stróża banku, który przyszedł do ojca z kolacją. Grupa Cichockiego postanowiła dostać się do kasy banku przez wykonanie otworu w ścianie. W tym celu kupili mieszkanie w oficynie sąsiedniej kamienicy, które od pomieszczeń bankowego archiwum dzieliła jedynie cienka ściana. Cichocki planował przebić się przez ścianę do archiwum, skąd mógłby swobodnie przedostać się do skarbca i otworzyć go za pomocą palnika acetylenowego. Dla sfinansowania przygotowań do tego napadu Cichocki obrabował warszawski zakład jubilerski Edwarda Jagodzińskiego przy ul. Nowy Świat 61, z którego ukradł 170 tysięcy ówczesnych złotych i biżuterię. Policja Państwowa, prowadząc śledztwo w sprawie napadu na jubilera, zdołała Cichockiego zatrzymać 25 stycznia 1930 roku, a znalezione wówczas plany urządzeń alarmowych i rachunek za nabicie butli tysiącem litrów acetylenu skierowały śledztwo w stronę przygotowań do napadu na bank. Jeden z projektantów systemów alarmowych rozpoznał w schematach Cichockiego instalacje częstochowskiego oddziału Banku Polskiego. Po odkryciu zakupu mieszkania w sąsiedniej kamienicy podjęto w niej poszukiwania i odnaleziono prawie ukończony otwór w ścianie prowadzącej do banku.
Gdyby doszło do napadu, łupem kasiarza mogłoby paść, według różnych źródeł, od 6 do 30 mln zł i wtedy byłby to największy napad na bank w Europie.